# Pagodula echinata
Pagodula echinata is een slakkensoort uit de familie van de Muricidae. De wetenschappelijke naam van de soort is voor het eerst geldig gepubliceerd in 1840 door Kiener.